# 269567 Bakhtinov
269567 Bakhtinov è un asteroide della fascia principale. Scoperto nel 2009, presenta un'orbita caratterizzata da un semiasse maggiore pari a 2,6286397 UA e da un'eccentricità di 0,1972431, inclinata di 11,34360° rispetto all'eclittica.
L'asteroide è dedicato all'astrofilo russo Pavel Ivanovič Bakhtinov.